# ГЕС Lìzǐpíng
ГЕС Lìzǐpíng (栗子坪水电站) — гідроелектростанція у центральній частині Китаю в провінції Сичуань. Знаходячись між ГЕС Yělēi (вище за течією) та ГЕС Yáohébà, входить до складу каскаду на річці Nányāhé, правій притоці Дадухе, яка, своєю чергою, є правою притокою Міньцзян (впадає ліворуч до Янцзи).
Відпрацьована станцією Yělēi вода, а також додатковий ресурс, захоплений із течії Nányāhé, потрапляють до спорудженого на лівобережжі річки балансувального резервуара. Звідси починається дериваційний тунель довжиною близько 6 км, який на своєму шляху також підхоплює воду, відпрацьовану гідроелектростанцією на Nányācūngōu, лівій притоці Nányāhé.
Основне обладнання станції становлять дві турбіни потужністю по 66 МВт, які використовують напір у 308 метрів та забезпечують виробництво 403 млн кВт·год електроенергії на рік.